# Катастрофа на DC-6 на „Трансеър Суидън“ в Ндола през 1961 г.
На 18 септември 1961 г. пътнически самолет „Дъглас DC-6B“ на „Трансеър Суидън“ изпълнява международен полет от летище „Елизабетвил“, Лубумбаши, Конго, до летище „Ндола“, Ндола, Северна Родезия, с междинно кацане в Киншаса, Конго, поръчан от Организацията на обединените нации. Малко преди да кацне на летището в Ндола, машината се разбива, което причинява смъртта на всички души на борда, включително Даг Хамаршелд, който е вторият генерален секретар на ООН. Даг Хамаршелд пътува за преговори за прекратяване на огъня с Моиз Чомбе по време на конфликта в Конго.
Три официални разследвания не успяват да установят окончателната причина за катастрофата. Някои историци и военни експерти като Сюзън Уилямс критикуват официалните разследвания и посочват доказателства за измама, престъпление и пропуски в разследванията. Смъртта на Даг Хамаршелд предизвиква криза по отношение на наследяването на неговия пост в ООН, когато Съветът за сигурност на ООН е натоварен със задачата да избере негов наследник.
На мястото на катастрофата е изграден мемориал в памет на Даг Хамаршелд, който се разглежда за включване като обект на световното наследство на ЮНЕСКО.